# Teatro romano de Málaga
El teatro romano de Málaga son los restos arqueológicos del teatro de la Malaka antigua y el principal vestigio conservado de la presencia romana en Málaga. Está situado en el centro histórico de la ciudad, a los pies de la colina de la Alcazaba. Obra de los primeros años del Imperio, su diseño corresponde a una construcción mixta que combina el aprovechamiento de la ladera del cerro para el graderío —al modo de los teatros griegos— con una importante construcción allí donde la roca es inexistente, creando el espacio necesario para las gradas. 
Se trata de un teatro de medianas dimensiones que conserva gran parte de la cavea o graderío, la orchestra ricamente decorada con grandes losas de mármol, y la scaena, en la que hoy se ha reproducido su pavimento con un entarimado de madera como el que tendría en su momento de uso. El aparato escénico cerraría al fondo con una fachada ornamental decorada con vanos, columnas y esculturas, de las que se han recuperado varios ejemplares. 
El Teatro fue descubierto en 1951 en el transcurso de unas obras para la realización de un espacio ajardinado. En un principio los restos aparecidos se identificaron con una de las puertas de la muralla. Poco después se vio que en realidad se trataba del Aditus Maximus de un edificio teatral de época romana. Dicho edificio se continuaba por debajo del edificio moderno de Archivos, Bibliotecas y Museos, conocido como Casa de la Cultura.
Tras muchos años de investigaciones y debates, en los años noventa del siglo XX, se toma la decisión de derribar la casa de la cultura, excavar en extensión todo el solar y, posteriormente, restaurarlo y consolidarlo para su puesta en valor. 
En la actualidad, es un enclave arqueológico cuya titularidad y gestión corresponde a la Junta de Andalucía. Está abierto al público de martes a domingo, y su visita se articula entre un centro de interpretación que se localiza anexo al teatro, y el yacimiento en cuestión cuyo recorrido es posible a través de unas pasarelas de madera.
El teatro romano de Málaga está declarado Bien de Interés Cultural (BIC) con categoría de Monumento Artístico, por Decreto de fecha 16 de marzo de 1972. En el planeamiento urbanístico vigente está catalogado con el grado A, protección integral, por el Plan General de Ordenación Urbana de Málaga.

## Historia

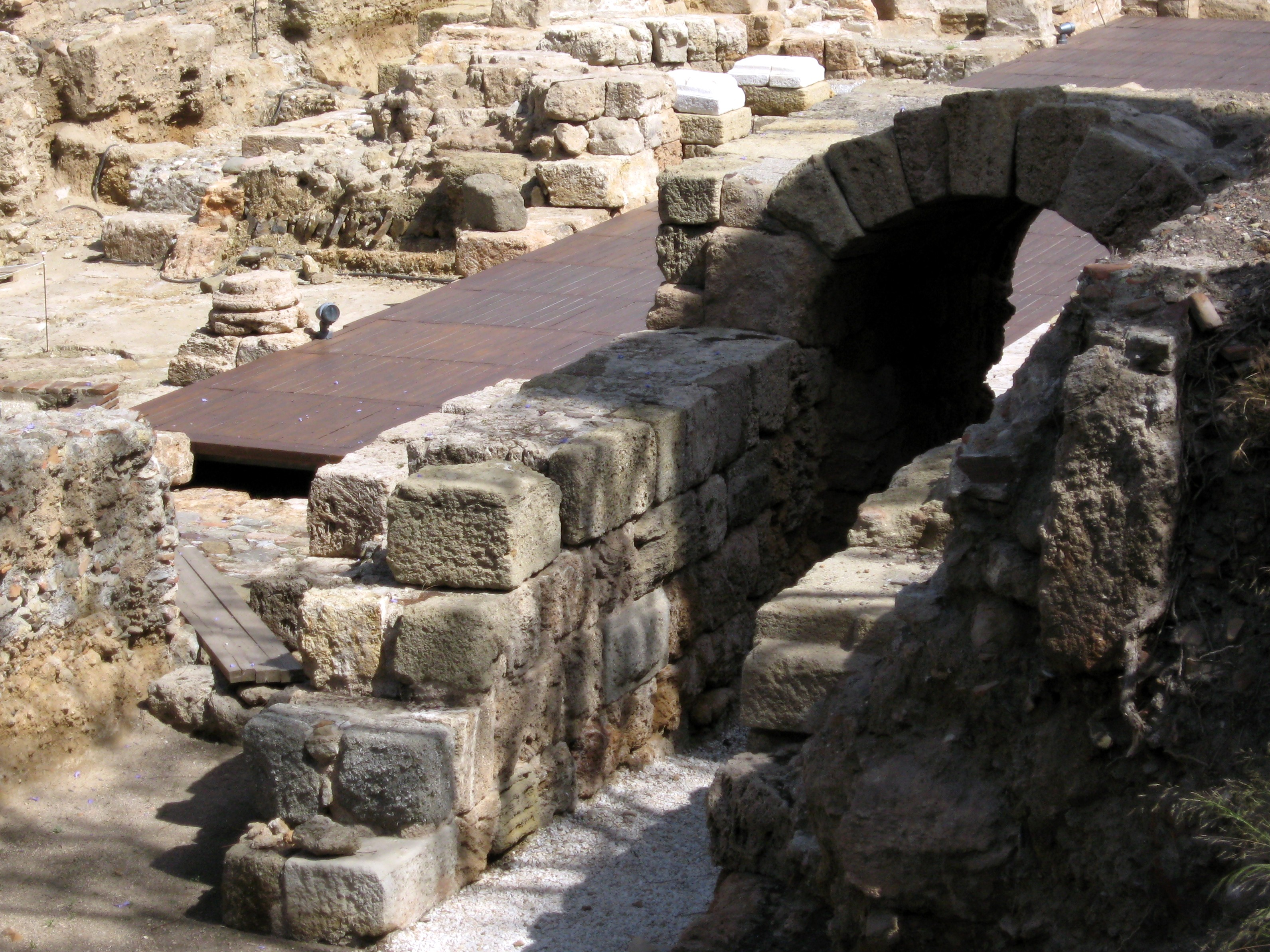
Detalle.

Los orígenes de lo que sería la Malaca romana se remontan a los siglos VII-VI a. C. con la configuración de la ciudad fenicia de Malaka.
Aunque los restos arqueológicos documentados se remontan al siglo VIII a. C., será a lo largo del siglo VI a. C. cuando el asentamiento ocupe un puesto de primer orden entre los puertos del Mediterráneo Occidental, constituyendo un asentamiento comercial muy destacado.
En la primera mitad de esa centuria, se levanta un primer cinturón defensivo y se construyen nuevos edificios en los que se generaliza el uso de la mampostería. A finales del siglo VI o comienzos del V a. C. se constata un segundo impulso en el proceso constructivo levantándose un nuevo sistema defensivo típicamente oriental y de mayor envergadura, que aprovecha la muralla anterior. En este momento se documenta una expansión del asentamiento hacia las zonas próximas, de manera que la ciudad adquiere una configuración que permanecerá prácticamente inalterable hasta el siglo III a. C. documentándose a partir de entonces, sobre todo, reestructuraciones de los edificios existentes.
La ciudad romana, especialmente en la primera época tras la integración en el estado romano, debió mantener tanto la fisionomía urbana de tradición oriental, como su cultura. Así lo demuestran las excavaciones arqueológicas, con el hallazgo de inscripciones púnicas realizadas sobre cerámicas de importación romanas, y monedas emitidas en la ciudad en época romana, pero aun con escritura e iconografía púnica.
Uno de los pocos edificios documentados hasta el momento de la primera época romana, son los restos de unas termas localizadas bajo los niveles del teatro romano. Se ha conservado parte de un suelo de opus spicatum, pavimento habitual en las construcciones relacionadas con el agua.
Tras la República, con el nuevo sistema político del Imperio, la ciudad empezó a reflejar en su urbanismo y en sus monumentos públicos, la imagen de la nueva vida política, económica y religiosa con la que se iniciaba el Alto Imperio. En los espacios públicos se desarrollarán, mediante programas bien definidos, los ideales políticos emanados de Roma. Con el objeto de convertirse en el escenario de la expresión ideológica de los emperadores, se llevarán a cabo numerosos edificios públicos como termas, edificios de espectáculos, nuevos edificios administrativos, etc. Es en este contexto en el que se construye el teatro romano de Málaga dentro de un proceso de monumentalización del espacio público que se extenderá hasta la primera mitad del siglo II.
A finales del siglo II, el teatro tendrá ya un uso muy escaso. Se ha constatado su abandono en un momento indeterminado del siglo III.
En el siglo III, toda esta zona estará ocupada por edificios relacionados con la industria de los salazones, que estará activa hasta el siglo V. En el solar del Teatro aun hoy pueden observarse una serie de piletas en las que se realizaría el famoso garum. 
Posteriormente, el espacio se utilizará como lugar de enterramiento. 
La vitalidad comercial volverá con la ocupación bizantina, aunque este resurgir acabará en el siglo VII, momento del que se tienen escasos datos tantos arqueológicos como de las fuentes escritas. Parece que la ciudad se retrae hacia la parte superior del cerro donde actualmente está la alcazaba. Existe en este momento un descenso notable de la población que emigró hacia zonas próximas.

## Edificio

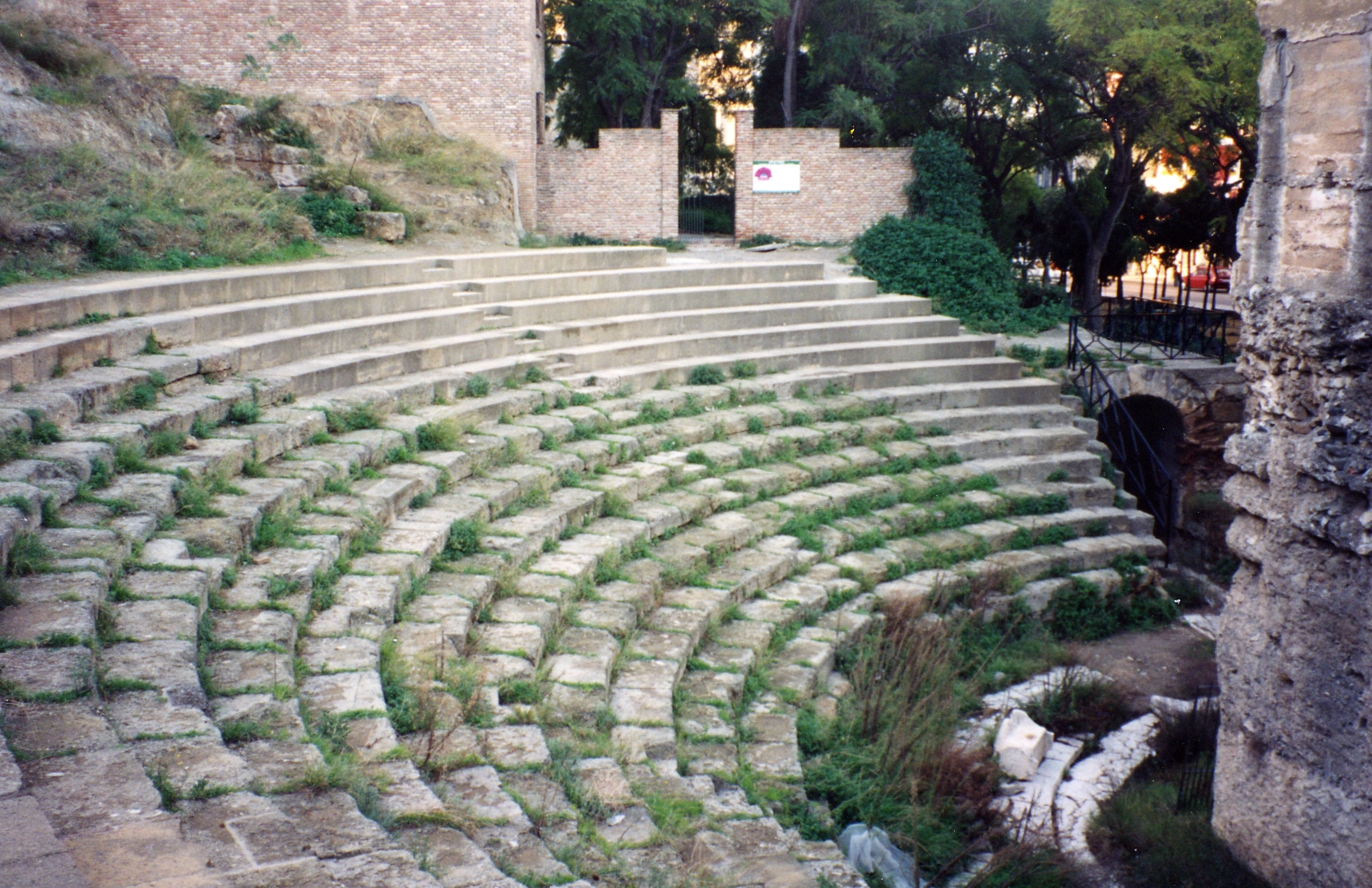
El teatro romano en 1994 antes de la demolición de la Casa de la Cultura.

El teatro romano de Málaga fue edificado según el modelo arquitectónico establecido por Vitruvio, arquitecto romano. Desde el punto de vista constructivo, es una obra mixta al aprovechar, por un lado, parte de la ladera del cerro para asentar un sector importante de la cavea (gradas de asientos), disponiéndose el resto sobre cimentaciones artificiales. De esta cavea conocemos la parte inferior y media, mientras que la superior, la summa cavea y el pórtico in summa cavea, no está documentada, a excepción de las escaleras que nos permitían el acceso a esa zona. Aquí se encontrarían los elementos sustentantes del velum, un sistema de cubierta de tela que podía cubrir el graderío. 
A los pies de la cavea está la orchestra, semicircular, donde podía sentarse un selecto grupo de espectadores, miembros notables de la ciudad, en asientos marmóreos como el conservado en el teatro malacitano. Este espacio iba ricamente decorado con grandes losas de mármol que continuaban hacia los pasillos laterales cubiertos con una bóveda.
Entre la orchestra y la scaena, discurre una inscripción marmórea fechada en época Flavia aunque reutiliza el mármol de otra inscripción anterior. La construcción de este tipo de edificios suponía importantes sumas de dinero por lo que era la élite local la que asumía sus costes, reflejándose en la epigrafía de los edificios las inversiones que realizaban estos evergetas, repercutiéndoles en prestigio y popularidad, contribuyendo ante los ciudadanos a legitimar el ejercicio del poder político. 
La scaena constituía un amplio espacio rectangular elevado sobre la orchestra, delimitado por un muro bajo decorado con exedras. El aparato escénico se cierra en su frente con una fachada ornamental, la scaenae frons, decorada con vanos, columnas e imágenes tanto de los emperadores y los miembros de la familia imperial como de las principales divinidades de la ciudad. Según el canon arquitectónico, en este muro se abrían tres puertas: la valva regia en el centro y dos valvae hospitalium situadas simétricamente a ambos lados de la puerta central. 
En esta línea, la temprana construcción de teatros en Hispania –y en general en las provincias occidentales– no debe ser, por tanto, relacionada con la rápida difusión del teatro como género. No respondió a una demanda ni de la población autóctona ni de las minorías itálicas, sino que vino impuesto como un medio de control sociopolítico, al margen de sus necesidades de diversión y espectáculos que, probablemente, tan sólo en muy escasa medida se darían en el teatro y que, además, contarían muy probablemente con antecedentes prerromanos previos. 
Otro aspecto de gran interés presente en el teatro romano, ya desde época tardorrepublicana, tal y como lo dejan ver los textos jurídicos de entonces, será la atención prestada a la disposición de los espectadores en la cavea. En ella se encontraría representada la totalidad de la población –también aquellos carentes de la categoría de ciudadanos– de acuerdo a un estricto orden que plasmaba la estructura social y el papel de cada uno dentro de ella. Así, asientos individualizados sobre la proedria de la orchestra estaban destinados a los magistrados municipales, sacerdotes e invitados prestigiosos. Asimismo, puestos de excepción eran los ubicados en los tribunalia, a modo de palcos sobre los pasillos cubiertos o itinera.
El sector inferior de la cavea estaba destinado a los caballeros (ordo equester), grupo al que daba acceso el patrimonio personal. En lo que quedaba del graderío se distribuía el resto de la población, organizada de acuerdo a diferentes criterios, como podían ser los colegios profesionales o los maestros con sus discípulos. En la parte alta asistían los esclavos y las mujeres. 
El edificio teatral estuvo en uso hasta avanzado el siglo III, momento en el que, tras su abandono, se instala en la zona una factoría destinada a la explotación industrial del pescado salado y a la elaboración de salsas derivadas como el garum, que permanecerá activo hasta el siglo V, momento en el que estas piletas se reaprovechan como lugares de enterramiento convirtiéndose este lugar en una necrópolis. La vitalidad comercial volverá con la ocupación bizantina, aunque este resurgir acabará durante el siglo VII. Tras la conquista musulmana en el 711, en este lugar se levantarán un recinto militar y una mezquita.

## Recuperación
La decisión de derribar la Casa de la Cultura para recuperar el teatro romano de Málaga y la eliminación del tráfico rodado por la calle Alcazabilla, permitieron plantear la ordenación de un amplio espacio que se conformaba delante del monumento. Por otro lado, la creación de un Centro de visitantes para el teatro romano de Málaga incide en la idea de la creación y ordenación de este espacio, potenciando la visibilidad y las relaciones espaciales de los restos con su entorno inmediato y proponiendo recorridos y puntos de vistas preferentes. En la actualidad, el Teatro ha recuperado su uso escénico formando parte del circuito, con cuya iniciativa se revalorizan tanto los teatros como los yacimientos ligados a estos, a la vez que se apoya al tejido profesional escénico de Andalucía.

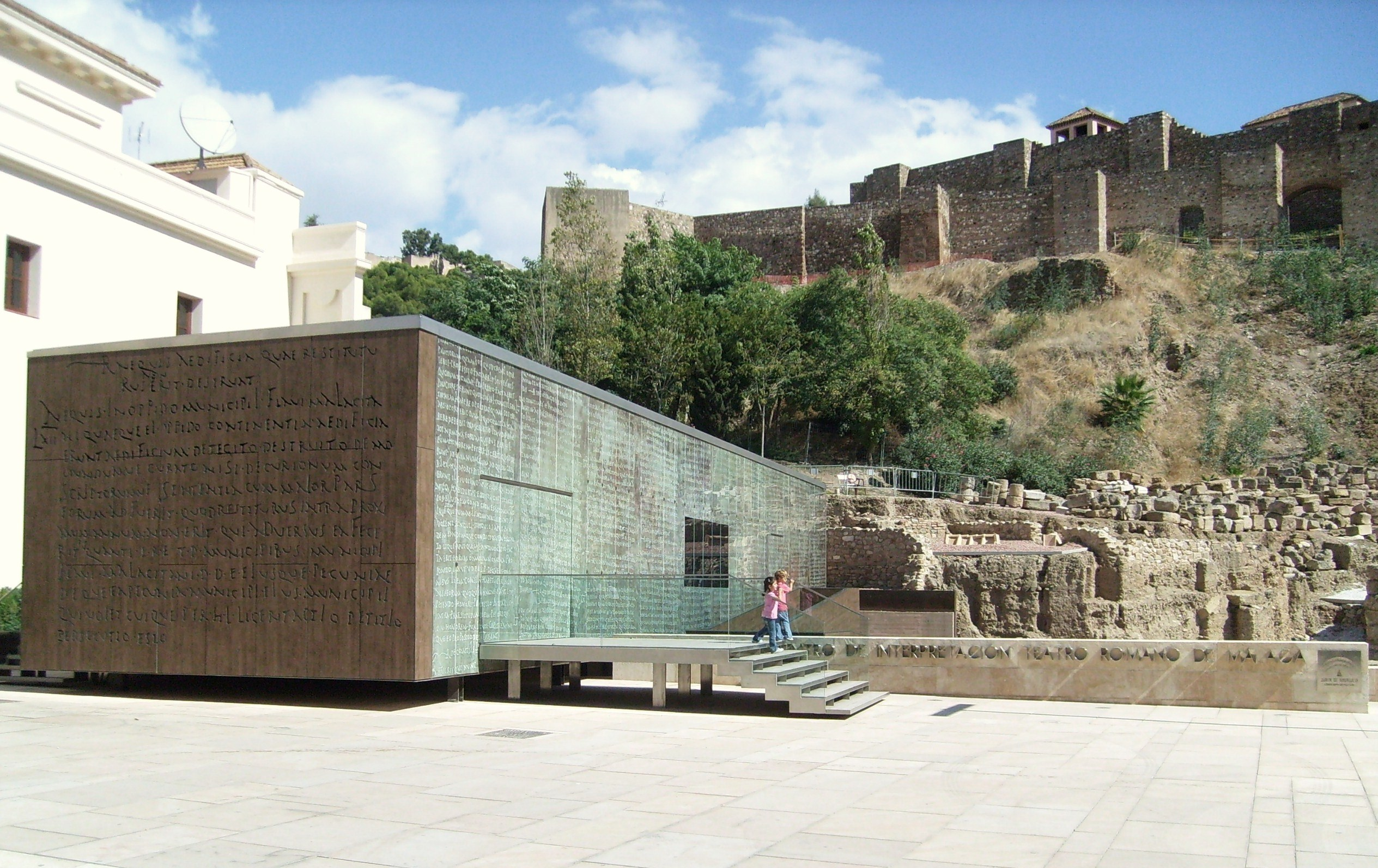
Centro de interpretación del teatro romano

### Centro de interpretación
En 2010, fue inaugurado el centro de interpretación del teatro romano. El edificio diseñado por el arquitecto Antonio Tejedor es un prisma cuadrangular de acero, madera y cristal, en cuyas paredes externas se reproducen fragmentos de la Lex Flavia Malacitana. Sirve de introducción al mundo romano en general y al teatro romano en particular por medio de audiovisuales y piezas originales recuperadas en las excavaciones que se han realizado en el monumento.